# Frederik V van Denemarken
Frederik V (Kopenhagen, 31 maart 1723 — aldaar, 13 januari 1766) was koning van Denemarken en Noorwegen van 1746 tot zijn dood in 1766. Hij was de zoon van Christiaan VI van Denemarken en Sophia Magdalena van Brandenburg-Kulmbach.
Hij was eerst getrouwd met Louise, dochter van George II van Groot-Brittannië en Caroline van Brandenburg-Ansbach. Samen hebben zij zeven kinderen gekregen, van wie er vijf in leven zijn gebleven:
- Christiaan (1745-1747)
- Sophie Magdalena (1746-1813), gehuwd met koning Gustaaf III van Zweden (1746-1792)
- Wilhelmina Caroline (1747-1820), gehuwd met Willem I van Hessen-Kassel (1743-1821)
- Christiaan (VII) (1749-1808) opvolger
- Louise (1750-1831), gehuwd met landgraaf Karel van Hessen-Kassel (1744-1836) en grootmoeder van Christiaan IX van Denemarken

Toen koningin Louise in 1751 stierf, trouwde hij een tweede maal met Juliana Maria van Brunswijk-Wolfenbüttel (1729-1796), dochter van hertog Ferdinand Albrecht II van Brunswijk-Wolfenbüttel. Samen hadden zij een zoon:
- Frederik van Denemarken (1753-1805) (vader van Christiaan VIII, opvolger van Christiaan VII, en grootvader van Louise van Hessen-Kassel, de latere koningin van Denemarken getrouwd met Christiaan IX).

Frederik heeft de Koninklijke Deense Kunstacademie in Kopenhagen gesticht, die geopend werd op 31 maart 1754, zijn 31e verjaardag.
Hij probeerde te voorkomen dat Denemarken meegezogen werd met de Europese oorlogen. Zo bleef Denemarken neutraal tijdens de Zevenjarige Oorlog (1756-1763).
In 1760 trok Frederik alle macht aan zich. Hij ontbond het adelsparlement zonder er iets voor in de plaats te stellen. De lijfeigenschap op het platteland, door zijn vader in ere hersteld, liet hij voortbestaan. Hij is in 1766 opgevolgd door zijn zoon Christiaan VII.
Zijn weduwe Juliana speelde een sleutelrol bij de staatsgreep van 17 januari 1772, waarbij de regering van de verlichte staatsminister Johann Friedrich Struensee werd omvergeworpen. Zij bracht ter wille van haar eigen zoon Frederik, Caroline Mathilde, vrouw van Christiaan VII, en Struensee ten val.

## Kwartierstaat
| Christiaan V van Denemarken (1646–1699) | Christiaan V van Denemarken (1646–1699) | Christiaan V van Denemarken (1646–1699) | Christiaan V van Denemarken (1646–1699) | Christiaan V van Denemarken (1646–1699) | Christiaan V van Denemarken (1646–1699) | Charlotte Amalia van Hessen-Kassel (1650–1714) | Charlotte Amalia van Hessen-Kassel (1650–1714) | Charlotte Amalia van Hessen-Kassel (1650–1714) | Charlotte Amalia van Hessen-Kassel (1650–1714) | Charlotte Amalia van Hessen-Kassel (1650–1714) | Charlotte Amalia van Hessen-Kassel (1650–1714) |                                          |                                          | Gustaaf Adolf van Mecklenburg-Güstrow (1633-1695) | Gustaaf Adolf van Mecklenburg-Güstrow (1633-1695) | Gustaaf Adolf van Mecklenburg-Güstrow (1633-1695) | Gustaaf Adolf van Mecklenburg-Güstrow (1633-1695) | Gustaaf Adolf van Mecklenburg-Güstrow (1633-1695) | Gustaaf Adolf van Mecklenburg-Güstrow (1633-1695) | Magdalena Sibylla van Sleeswijk-Holstein-Gottorp (1631–1719) | Magdalena Sibylla van Sleeswijk-Holstein-Gottorp (1631–1719) | Magdalena Sibylla van Sleeswijk-Holstein-Gottorp (1631–1719) | Magdalena Sibylla van Sleeswijk-Holstein-Gottorp (1631–1719) | Magdalena Sibylla van Sleeswijk-Holstein-Gottorp (1631–1719) | Magdalena Sibylla van Sleeswijk-Holstein-Gottorp (1631–1719) |                                   |                                   | George Albrecht van Brandenburg-Bayreuth (1619-1666) | George Albrecht van Brandenburg-Bayreuth (1619-1666) | George Albrecht van Brandenburg-Bayreuth (1619-1666) | George Albrecht van Brandenburg-Bayreuth (1619-1666) | George Albrecht van Brandenburg-Bayreuth (1619-1666)    | George Albrecht van Brandenburg-Bayreuth (1619-1666)    | Maria Elisabeth van Sleeswijk-Holstein-Sonderburg-Glücksburg (1628–1664) | Maria Elisabeth van Sleeswijk-Holstein-Sonderburg-Glücksburg (1628–1664) | Maria Elisabeth van Sleeswijk-Holstein-Sonderburg-Glücksburg (1628–1664) | Maria Elisabeth van Sleeswijk-Holstein-Sonderburg-Glücksburg (1628–1664) | Maria Elisabeth van Sleeswijk-Holstein-Sonderburg-Glücksburg (1628–1664) | Maria Elisabeth van Sleeswijk-Holstein-Sonderburg-Glücksburg (1628–1664) |                                                      |                                                      | Albrecht Frederik van Wolfstein (1644–1693)          | Albrecht Frederik van Wolfstein (1644–1693)          | Albrecht Frederik van Wolfstein (1644–1693) | Albrecht Frederik van Wolfstein (1644–1693) | Albrecht Frederik van Wolfstein (1644–1693) | Albrecht Frederik van Wolfstein (1644–1693) | Sophia Luise zu Castell und Remlingen (1645–1717) | Sophia Luise zu Castell und Remlingen (1645–1717) | Sophia Luise zu Castell und Remlingen (1645–1717) | Sophia Luise zu Castell und Remlingen (1645–1717) | Sophia Luise zu Castell und Remlingen (1645–1717) | Sophia Luise zu Castell und Remlingen (1645–1717) |  |  |  |  |  |  |  |  |  |  |  |  |  |  |  |  |  |  |  |  |  |  |  |  |  |  |  |  |  |  |  |  |  |  |  |  |  |  |  |  |  |  |  |  |  |  |  |  |
| Christiaan V van Denemarken (1646–1699) | Christiaan V van Denemarken (1646–1699) | Christiaan V van Denemarken (1646–1699) | Christiaan V van Denemarken (1646–1699) | Christiaan V van Denemarken (1646–1699) | Christiaan V van Denemarken (1646–1699) | Charlotte Amalia van Hessen-Kassel (1650–1714) | Charlotte Amalia van Hessen-Kassel (1650–1714) | Charlotte Amalia van Hessen-Kassel (1650–1714) | Charlotte Amalia van Hessen-Kassel (1650–1714) | Charlotte Amalia van Hessen-Kassel (1650–1714) | Charlotte Amalia van Hessen-Kassel (1650–1714) |                                          |                                          | Gustaaf Adolf van Mecklenburg-Güstrow (1633-1695) | Gustaaf Adolf van Mecklenburg-Güstrow (1633-1695) | Gustaaf Adolf van Mecklenburg-Güstrow (1633-1695) | Gustaaf Adolf van Mecklenburg-Güstrow (1633-1695) | Gustaaf Adolf van Mecklenburg-Güstrow (1633-1695) | Gustaaf Adolf van Mecklenburg-Güstrow (1633-1695) | Magdalena Sibylla van Sleeswijk-Holstein-Gottorp (1631–1719) | Magdalena Sibylla van Sleeswijk-Holstein-Gottorp (1631–1719) | Magdalena Sibylla van Sleeswijk-Holstein-Gottorp (1631–1719) | Magdalena Sibylla van Sleeswijk-Holstein-Gottorp (1631–1719) | Magdalena Sibylla van Sleeswijk-Holstein-Gottorp (1631–1719) | Magdalena Sibylla van Sleeswijk-Holstein-Gottorp (1631–1719) |                                   |                                   | George Albrecht van Brandenburg-Bayreuth (1619-1666) | George Albrecht van Brandenburg-Bayreuth (1619-1666) | George Albrecht van Brandenburg-Bayreuth (1619-1666) | George Albrecht van Brandenburg-Bayreuth (1619-1666) | George Albrecht van Brandenburg-Bayreuth (1619-1666)    | George Albrecht van Brandenburg-Bayreuth (1619-1666)    | Maria Elisabeth van Sleeswijk-Holstein-Sonderburg-Glücksburg (1628–1664) | Maria Elisabeth van Sleeswijk-Holstein-Sonderburg-Glücksburg (1628–1664) | Maria Elisabeth van Sleeswijk-Holstein-Sonderburg-Glücksburg (1628–1664) | Maria Elisabeth van Sleeswijk-Holstein-Sonderburg-Glücksburg (1628–1664) | Maria Elisabeth van Sleeswijk-Holstein-Sonderburg-Glücksburg (1628–1664) | Maria Elisabeth van Sleeswijk-Holstein-Sonderburg-Glücksburg (1628–1664) |                                                      |                                                      | Albrecht Frederik van Wolfstein (1644–1693)          | Albrecht Frederik van Wolfstein (1644–1693)          | Albrecht Frederik van Wolfstein (1644–1693) | Albrecht Frederik van Wolfstein (1644–1693) | Albrecht Frederik van Wolfstein (1644–1693) | Albrecht Frederik van Wolfstein (1644–1693) | Sophia Luise zu Castell und Remlingen (1645–1717) | Sophia Luise zu Castell und Remlingen (1645–1717) | Sophia Luise zu Castell und Remlingen (1645–1717) | Sophia Luise zu Castell und Remlingen (1645–1717) | Sophia Luise zu Castell und Remlingen (1645–1717) | Sophia Luise zu Castell und Remlingen (1645–1717) |  |  |  |  |  |  |  |  |  |  |  |  |  |  |  |  |  |  |  |  |  |  |  |  |  |  |  |  |  |  |  |  |  |  |  |  |  |  |  |  |  |  |  |  |  |  |  |  |
|                                         |                                         |                                         |                                         |                                         |                                         |                                                |                                                |                                                |                                                |                                                |                                                |                                          |                                          |                                                   |                                                   |                                                   |                                                   |                                                   |                                                   |                                                              |                                                              |                                                              |                                                              |                                                              |                                                              |                                   |                                   |                                                      |                                                      |                                                      |                                                      |                                                         |                                                         |                                                                          |                                                                          |                                                                          |                                                                          |                                                                          |                                                                          |                                                      |                                                      |                                                      |                                                      |                                             |                                             |                                             |                                             |                                                   |                                                   |                                                   |                                                   |                                                   |                                                   |  |  |  |  |  |  |  |  |  |  |  |  |  |  |  |  |  |  |  |  |  |  |  |  |  |  |  |  |  |  |  |  |  |  |  |  |  |  |  |  |  |  |  |  |  |  |  |  |
|                                         |                                         |                                         |                                         | Frederik IV van Denemarken (1671-1730)  | Frederik IV van Denemarken (1671-1730)  | Frederik IV van Denemarken (1671-1730)         | Frederik IV van Denemarken (1671-1730)         | Frederik IV van Denemarken (1671-1730)         | Frederik IV van Denemarken (1671-1730)         |                                                |                                                |                                          |                                          |                                                   |                                                   | Louise van Mecklenburg (1667-1721)                | Louise van Mecklenburg (1667-1721)                | Louise van Mecklenburg (1667-1721)                | Louise van Mecklenburg (1667-1721)                | Louise van Mecklenburg (1667-1721)                           | Louise van Mecklenburg (1667-1721)                           |                                                              |                                                              |                                                              |                                                              |                                   |                                   |                                                      |                                                      |                                                      |                                                      | Christiaan Hendrik van Brandenburg-Bayreuth (1661-1708) | Christiaan Hendrik van Brandenburg-Bayreuth (1661-1708) | Christiaan Hendrik van Brandenburg-Bayreuth (1661-1708)                  | Christiaan Hendrik van Brandenburg-Bayreuth (1661-1708)                  | Christiaan Hendrik van Brandenburg-Bayreuth (1661-1708)                  | Christiaan Hendrik van Brandenburg-Bayreuth (1661-1708)                  |                                                                          |                                                                          |                                                      |                                                      |                                                      |                                                      | Sophia Christiana van Wolfstein (1667-1737) | Sophia Christiana van Wolfstein (1667-1737) | Sophia Christiana van Wolfstein (1667-1737) | Sophia Christiana van Wolfstein (1667-1737) | Sophia Christiana van Wolfstein (1667-1737)       | Sophia Christiana van Wolfstein (1667-1737)       |                                                   |                                                   |                                                   |                                                   |  |  |  |  |  |  |  |  |  |  |  |  |  |  |  |  |  |  |  |  |  |  |  |  |  |  |  |  |  |  |  |  |  |  |  |  |  |  |  |  |  |  |  |  |  |  |  |  |
|                                         |                                         |                                         |                                         | Frederik IV van Denemarken (1671-1730)  | Frederik IV van Denemarken (1671-1730)  | Frederik IV van Denemarken (1671-1730)         | Frederik IV van Denemarken (1671-1730)         | Frederik IV van Denemarken (1671-1730)         | Frederik IV van Denemarken (1671-1730)         |                                                |                                                |                                          |                                          |                                                   |                                                   | Louise van Mecklenburg (1667-1721)                | Louise van Mecklenburg (1667-1721)                | Louise van Mecklenburg (1667-1721)                | Louise van Mecklenburg (1667-1721)                | Louise van Mecklenburg (1667-1721)                           | Louise van Mecklenburg (1667-1721)                           |                                                              |                                                              |                                                              |                                                              |                                   |                                   |                                                      |                                                      |                                                      |                                                      | Christiaan Hendrik van Brandenburg-Bayreuth (1661-1708) | Christiaan Hendrik van Brandenburg-Bayreuth (1661-1708) | Christiaan Hendrik van Brandenburg-Bayreuth (1661-1708)                  | Christiaan Hendrik van Brandenburg-Bayreuth (1661-1708)                  | Christiaan Hendrik van Brandenburg-Bayreuth (1661-1708)                  | Christiaan Hendrik van Brandenburg-Bayreuth (1661-1708)                  |                                                                          |                                                                          |                                                      |                                                      |                                                      |                                                      | Sophia Christiana van Wolfstein (1667-1737) | Sophia Christiana van Wolfstein (1667-1737) | Sophia Christiana van Wolfstein (1667-1737) | Sophia Christiana van Wolfstein (1667-1737) | Sophia Christiana van Wolfstein (1667-1737)       | Sophia Christiana van Wolfstein (1667-1737)       |                                                   |                                                   |                                                   |                                                   |  |  |  |  |  |  |  |  |  |  |  |  |  |  |  |  |  |  |  |  |  |  |  |  |  |  |  |  |  |  |  |  |  |  |  |  |  |  |  |  |  |  |  |  |  |  |  |  |
|                                         |                                         |                                         |                                         |                                         |                                         |                                                |                                                |                                                |                                                | Christiaan VI van Denemarken (1699-1746)       | Christiaan VI van Denemarken (1699-1746)       | Christiaan VI van Denemarken (1699-1746) | Christiaan VI van Denemarken (1699-1746) | Christiaan VI van Denemarken (1699-1746)          | Christiaan VI van Denemarken (1699-1746)          |                                                   |                                                   |                                                   |                                                   |                                                              |                                                              |                                                              |                                                              |                                                              |                                                              |                                   |                                   |                                                      |                                                      |                                                      |                                                      |                                                         |                                                         |                                                                          |                                                                          |                                                                          |                                                                          | Sophia Magdalena van Brandenburg-Bayreut (1700-1770)                     | Sophia Magdalena van Brandenburg-Bayreut (1700-1770)                     | Sophia Magdalena van Brandenburg-Bayreut (1700-1770) | Sophia Magdalena van Brandenburg-Bayreut (1700-1770) | Sophia Magdalena van Brandenburg-Bayreut (1700-1770) | Sophia Magdalena van Brandenburg-Bayreut (1700-1770) |                                             |                                             |                                             |                                             |                                                   |                                                   |                                                   |                                                   |                                                   |                                                   |  |  |  |  |  |  |  |  |  |  |  |  |  |  |  |  |  |  |  |  |  |  |  |  |  |  |  |  |  |  |  |  |  |  |  |  |  |  |  |  |  |  |  |  |  |  |  |  |
|                                         |                                         |                                         |                                         |                                         |                                         |                                                |                                                |                                                |                                                | Christiaan VI van Denemarken (1699-1746)       | Christiaan VI van Denemarken (1699-1746)       | Christiaan VI van Denemarken (1699-1746) | Christiaan VI van Denemarken (1699-1746) | Christiaan VI van Denemarken (1699-1746)          | Christiaan VI van Denemarken (1699-1746)          |                                                   |                                                   |                                                   |                                                   |                                                              |                                                              |                                                              |                                                              |                                                              |                                                              |                                   |                                   |                                                      |                                                      |                                                      |                                                      |                                                         |                                                         |                                                                          |                                                                          |                                                                          |                                                                          | Sophia Magdalena van Brandenburg-Bayreut (1700-1770)                     | Sophia Magdalena van Brandenburg-Bayreut (1700-1770)                     | Sophia Magdalena van Brandenburg-Bayreut (1700-1770) | Sophia Magdalena van Brandenburg-Bayreut (1700-1770) | Sophia Magdalena van Brandenburg-Bayreut (1700-1770) | Sophia Magdalena van Brandenburg-Bayreut (1700-1770) |                                             |                                             |                                             |                                             |                                                   |                                                   |                                                   |                                                   |                                                   |                                                   |  |  |  |  |  |  |  |  |  |  |  |  |  |  |  |  |  |  |  |  |  |  |  |  |  |  |  |  |  |  |  |  |  |  |  |  |  |  |  |  |  |  |  |  |  |  |  |  |
|                                         |                                         |                                         |                                         |                                         |                                         |                                                |                                                |                                                |                                                |                                                |                                                |                                          |                                          |                                                   |                                                   |                                                   |                                                   |                                                   |                                                   |                                                              |                                                              |                                                              |                                                              |                                                              |                                                              |                                   |                                   |                                                      |                                                      |                                                      |                                                      |                                                         |                                                         |                                                                          |                                                                          |                                                                          |                                                                          |                                                                          |                                                                          |                                                      |                                                      |                                                      |                                                      |                                             |                                             |                                             |                                             |                                                   |                                                   |                                                   |                                                   |                                                   |                                                   |  |  |  |  |  |  |  |  |  |  |  |  |  |  |  |  |  |  |  |  |  |  |  |  |  |  |  |  |  |  |  |  |  |  |  |  |  |  |  |  |  |  |  |  |  |  |  |  |
|                                         |                                         |                                         |                                         |                                         |                                         |                                                |                                                |                                                |                                                |                                                |                                                |                                          |                                          |                                                   |                                                   |                                                   |                                                   |                                                   |                                                   |                                                              |                                                              |                                                              |                                                              |                                                              |                                                              |                                   |                                   |                                                      |                                                      |                                                      |                                                      |                                                         |                                                         |                                                                          |                                                                          |                                                                          |                                                                          |                                                                          |                                                                          |                                                      |                                                      |                                                      |                                                      |                                             |                                             |                                             |                                             |                                                   |                                                   |                                                   |                                                   |                                                   |                                                   |  |  |  |  |  |  |  |  |  |  |  |  |  |  |  |  |  |  |  |  |  |  |  |  |  |  |  |  |  |  |  |  |  |  |  |  |  |  |  |  |  |  |  |  |  |  |  |  |
|                                         |                                         |                                         |                                         |                                         |                                         |                                                |                                                |                                                |                                                |                                                |                                                |                                          |                                          | Frederik V van Denemarken (1723-1766)             | Frederik V van Denemarken (1723-1766)             | Frederik V van Denemarken (1723-1766)             | Frederik V van Denemarken (1723-1766)             | Frederik V van Denemarken (1723-1766)             | Frederik V van Denemarken (1723-1766)             |                                                              |                                                              |                                                              |                                                              | Louise van Denemarken (1724-1724)                            | Louise van Denemarken (1724-1724)                            | Louise van Denemarken (1724-1724) | Louise van Denemarken (1724-1724) | Louise van Denemarken (1724-1724)                    | Louise van Denemarken (1724-1724)                    |                                                      |                                                      |                                                         |                                                         | Louise van Denemarken (1726-1756)                                        | Louise van Denemarken (1726-1756)                                        | Louise van Denemarken (1726-1756)                                        | Louise van Denemarken (1726-1756)                                        | Louise van Denemarken (1726-1756)                                        | Louise van Denemarken (1726-1756)                                        |                                                      |                                                      |                                                      |                                                      |                                             |                                             |                                             |                                             |                                                   |                                                   |                                                   |                                                   |                                                   |                                                   |  |  |  |  |  |  |  |  |  |  |  |  |  |  |  |  |  |  |  |  |  |  |  |  |  |  |  |  |  |  |  |  |  |  |  |  |  |  |  |  |  |  |  |  |  |  |  |  |

Gorm · Harald I · Sven I · Harald II · Knoet II · Knoet III · Magnus I · Sven II · Harald III · Knoet IV · Olaf I · Erik I · Niels · Erik II · Erik III · Sven III · Knoet V · Waldemar I · Knoet VI · Waldemar II · Erik IV · Abel · Christoffel I · Erik V · Erik VI · Christoffel II · Waldemar III · Christoffel II · Waldemar IV · Olaf II · Margaretha I · Erik VII · Christoffel III · Christiaan I · Johan · Christiaan II · Frederik I · Christiaan III · Frederik II · Christiaan IV · Frederik III · Christiaan V · Frederik IV · Christiaan VI · Frederik V · Christiaan VII · Frederik VI · Christiaan VIII · Frederik VII · Christiaan IX · Frederik VIII · Christiaan X · Frederik IX · Margrethe II · Frederik X
- Bibsys: 90881180
- Bibliothèque nationale de France: cb13543057z (data)
- Gemeinsame Normdatei: 11954931X
- International Standard Name Identifier: 0000 0003 8678 1727
- KulturNav: a061ea02-ed6d-4318-8430-f80793113bfb
- Library of Congress Control Number: n79043922
- Nationale Bibliotheek van Tsjechië: mzk2008448969
- Nationale Bibliotheek van Israël: 987007309217605171
- Réseau des bibliothèques de Suisse occidentale: 02-A027734398
- Istituto Centrale per il Catalogo Unico: BVEV270134
- LIBRIS: 210446
- Système universitaire de documentation: 050742493
- Museum of New Zealand Te Papa Tongarewa: 67698
- Union List of Artist Names: 500217400
- Virtual International Authority File: 262587891
- WorldCat: E39PBJyCGWrxFGrY8qYy3c4jG3